# AGM-12 Bullpup
AGM-12 Bullpup je řízená střela vzduch-země krátkého dosahu vyvinutá společností Martin Marietta pro americké námořnictvo. Prvního operačního užití se dočkala v roce 1959 na letounu A-4 Skyhawk, ale brzy se začala používat i na letounech A-6 Intruder, F-105 Thunderchief, F-4 Phantom II, F-8 Crusader a P-3 Orion u US Navy i USAF, a také u spojenců z NATO. Střela byla naváděna ručně pomocí malého joysticku v kokpitu, což představovalo spoustu problémů. Její přesnost byla v maximální odchylce 10 metrů, což bylo lepší, než se očekávalo. V 60. letech 20. století byla stále více nahrazována plně automatickými střelami, jako AGM-62 Walleye a AGM-65 Maverick.